# Agueusie
L'agueusie est l'absence du sens du goût. Il s'agit d'un trouble quantitatif de la perception du goût, par opposition à la dysgueusie, ou paragueusie, qui est un trouble qualitatif. Au sens strict, l'agueusie désigne une altération de la perception des saveurs primaires (chémoréception par les papilles gustatives de la bouche), et non des flaveurs, ces dernières faisant intervenir l'olfaction. À l'inverse, une personne souffrant d'anosmie (perte de l'olfaction) se plaindra d'une altération voire d'une disparition du goût des aliments alors même que leur sapidité (sucré, salé, etc.) est conservée.
L’hypogueusie est une forme atténuée de la perte du goût.

## Symptômes
Les symptômes sont l'impossibilité de percevoir le goût d'une substance déposée sur la langue. L'altération peut être partielle (insensibilité à l'une des saveurs sucrée, salée, amère, acide ou umami) ou totale (insensibilité à toutes les saveurs).

## Causes
Plusieurs causes sont possibles : lésion du nerf glossopharyngien, paralysie faciale, diminution de l'acuité gouteuse avec l'âge, infections respiratoires hautes, stomatites, affections buccales, tabagisme, cancers, médicaments.
Dans le cas de la maladie Covid-19, jusqu'à 80 % des patients rapportent des troubles de la perception des goûts et des odeurs pouvant aller jusqu'à une perte totale, mais si les mécanismes physiopathologiques de l'anosmie sont bien présents avec l'atteinte de la muqueuse épithéliale nasale, l'agueusie au sens strict (perte de la sensation des saveurs primaires : sucré, salé, etc.) est parfois contestée.
Parmi les causes médicamenteuses, on peut citer un antihypertenseur, le captopril, qui peut aussi donner de simples déformations du goût (dysgueusie), mais surtout et avant tout la D-pénicillamine, chélateur du cuivre.
Ce phénomène reste rare, car l’innervation gustative est multiple, constituée de trois paires de nerfs crâniens.
L'agueusie peut aussi être héréditaire.

## Dans la culture populaire
Dans le film L'Aile ou la Cuisse, le critique gastronomique Charles Duchemin (Louis de Funès) souffre momentanément d'agueusie.
Dans la série Chefs, le chef (Clovis Cornillac) souffre d'agueusie après une agression.
Dans l'épisode "Faute de goût" de la série Mongeville avec Francis Perrin, la critique gastronomique (secrète) en est atteinte. Y est cité le Syndrome de Gougerot-Sjögren, une maladie auto-immune des tissus conjonctifs, dans la saison 1, épisode 11.
Dans Détective Conan : La Quatorzième Cible, le meurtrier est atteint d'une agueusie et tue tous ceux qui sont à l'origine de son état.